# Famille Gellibert des Seguins
La famille Gellibert des Seguins est une famille française établie depuis le milieu du XVIIIe siècle à Ronsenac (département de la Charente).
Au XIXe siècle, quatre de ses membres furent députés de la Charente à la Chambre basse du Parlement français.

## Personnalités

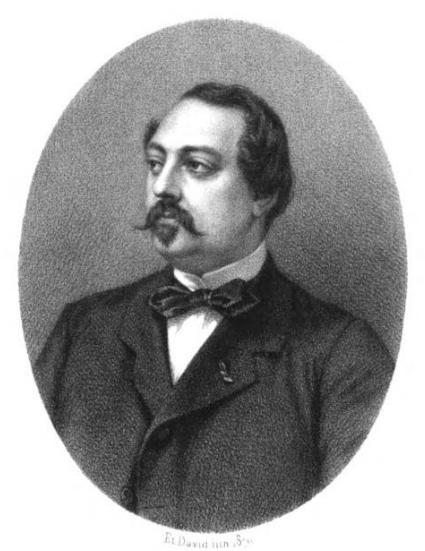
Ernest Gellibert des Seguins.

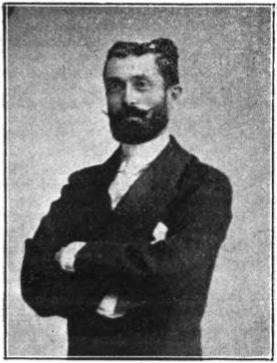
Étienne Gellibert des Seguins.

- Alexis Gellibert  (1785-1859), député en tant que candidat des libéraux angoumoisins (1827, 1830, 1834), signataires de l'adresse des 221 (1830), nommé maire d'Angoulême de 1835 à 1837.
- Nicolas-Prosper Gellibert des Seguins (1788-1861), polytechnicien, intègre l'artillerie et s'illustra pendant la campagne d'Espagne.
- Ernest Gellibert des Seguins (1825-1868), avocat au barreau d'Angoulême, député au Corps législatif en 1859 (après la démission de son père), puis 1863, président de la Société archéologique et historique de la Charente et de la Société d'agriculture du département (à partir de 1863), conseiller général dans le canton de Montmoreau-Saint-Cybard (1863).
- Étienne Gellibert des Seguins (1852-1906), député de la Charente en 1888, réélu en 1893, maire de Ronsenac et conseiller général du canton de Villebois-Lavalette.

## Pour approfondir